# 조 플래허티
조 플래어티(Joe Flaherty, 영어 발음: /ˈflæərti/, 1941년 6월 21일 ~ 2024년 4월 1일)는 미국의 성우, 배우, 각본가, 영화 제작자이다.
피츠버그에서 태어났다.

## 출연 작품
- 좌충우돌 여름 캠프 (2008년)
- 크레이지 포 크리스마스 (2005년)
- 필 더 에이리언 (2004년)
- 카우 삼총사 (2004년) - 염소, 젭 목소리 역
- 내셔널 시큐리티 (2003년)
- 슬랙커즈 (2002년)
- 락 시티 (1999년)
- 코 끝에 매달린 사나이 (1998년)
- 크레이지 비즈니스 (1997년)
- 스노우보드 아카데미 (1996년)
- 해피 길모어 (1996년)
- 가족 모임 (1995년) - 케빈 역
- 해결사 스튜어트 (1995년)
- 피그 테일 (1995년)
- 세 소녀 이야기 (1994, Runaway Daughters)
- 다이너소어 (1991년)
- 스피드 존 (1989년)
- 두 얼굴의 탐정 (1989년)
- 인섹트 (1987년)
- 크레이지 걸 (1986년)
- 팔로우 댓 버드 (1985년)
- SCTV 네트워크 90 (1981년)
- 헤비 메탈 (1981년)
- 괴짜들의 병영 일지 (1981년)
- 중고차 소동 (1980년) - 샘 슬레이튼 역
- 레이디 (1979년)
- 1941 (1979년)

### 텔레비전
- 프릭스 앤 긱스 (1999-2000)
- 킹 오브 퀸즈 (2001-03)
- Robson Arms (2007-08)